# Herb gminy Godziszów
Herb gminy Godziszów – jeden z symboli gminy Godziszów, autorstwa Roberta Szydlika, ustanowiony 28 listopada 2013.

## Wygląd i symbolika
Herb przedstawia na tarczy w polu czerwonym dwie kopie w krzyż skośny, złote, na nich takaż trzecia na opak w słup; pomiędzy dwiema pszczołami złotymi. Złote kopie to godło herbu Jelita, ponieważ cały obszar dzisiejszej gminy Godziszów znalazł się w latach 1596 - 1604 w granicach Ordynacji Zamojskiej. Złota pszczoła symbolizuje pszczelarstwo, gdyż cechą charakterystyczną miejscowej gospodarki było bartnictwo, a później pszczelarstwo.